# 江东街道 (马鞍山市)
江东街道，是中华人民共和国安徽省马鞍山市花山区下辖的一个乡镇级行政单位。

## 行政区划
江东街道下辖以下地区：
瑞北社区、瑞南社区、明珠社区和文苑社区。